# Kinetisch-isotoopeffect
Het kinetisch-isotoopeffect is het verschil in reactiesnelheid als een atoom van een reagens door een isotoop van dat atoom wordt vervangen.
De chemische eigenschappen van isotopen van een element zijn bij benadering gelijk aan elkaar; slechts bij zeer nauwkeurige meting blijken er toch wel wat verschillen te zijn. Vooral bij lichte elementen kunnen de chemische eigenschappen wat verschillen: zo kan bijvoorbeeld aan de verhouding van de koolstofisotopen 12C en 13C van een plant worden gezien van welke vorm van fotosynthese de plant gebruikmaakt. De hoeveelheid 14C (een radio-isotoop van koolstof) wordt weer gebruikt om de ouderdom van koolstofbevattende organische resten te schatten tot enige tienduizenden jaren in het verleden door middel van koolstof-14-datering.
Het grootst is het kinetisch-isotoopeffect bij reacties met verbindingen waarin waterstof is vervangen door deuterium, zoals in het geval van de effecten op de sterkte van waterstofbruggen in zwaar water.